# إيرل كاميرون
إيرل كاميرون (بالإنجليزية: Earl Cameron) (8 أغسطس 1917 – 3 يوليو 2020) كان ممثلا برموديا عاش وعمل في المملكة المتحدة. بعد ظهوره على مسرح ويست إند في لندن، أصبح واحدًا من أول النجوم السود في صناعة السينما البريطانية.

مع ظهوره في فيلم بول أوف لندن عام 1951، أصبح كاميرون واحدًا من أوائل الممثلين السود الذين يتولون دور البطولة في فيلم بريطاني بعد بول روبسون، نينا ماي ماكيني وإليزابيث ويلش في الثلاثينيات.
وفقًا لـ Screenonline، "إيرل كاميرون جلب نفحة من الهواء النقي إلى تصوير صناعة السينما البريطانية لموضوع العلاقات العرقية. وكثيرًا ما يجسد دور شخص حساس من الخارج، أعطى كاميرون لشخصياته الرشاقة والسلطة الأخلاقية التي غالبًا ما تتجاوز الأجندات الليبرالية المتهادية للأفلام".
لقد شارك في بطولة الفيلم بجانب شون كونري في كرة الرعد (1965). وظهر في العديد من برامج خيال علمي البريطانية في الستينيات، بما في ذلك دكتور هو، حيث كان يعد من أوائل الممثلين السود الذين لعبوا دور رائد فضاء على التلفزيون، السجين، والاختراق أندروميدا. استمرت ظهوراته في الأفلام حتى عام 2013، عندما كان عمره 96 عامًا.

## البداية المهنية
وُلد كاميرون في بيمبروك، برمودا، ونشأ في شارع الأميرة، هاميلتون. كان والده بنّاءً تُوفي في عام 1922، وبعد وفاته تولت والدة كاميرون عدة وظائف لدعم الأسرة. عندما كان شابًا، انضم كاميرون إلى البحرية التجارية البريطانية: "كنت أعمل على سفينة، ذاهبًا من برمودا إلى نيويورك والعودة. كنت دائمًا لديّ رغبة كبيرة في السفر كطفل، ولذلك انتقلت إلى سفينة أخرى تُدعى إيسترن برينس تُبحر إلى جنوب أمريكا. في رحلتنا الثانية، بدأت الحرب. ... استدعت الأميرالية البريطانية السفينة، وهذا ما جلبني إلى لندن." ذهب غيابًا بدون إذن، مدعيًا: "وصلت إلى لندن في 29 أكتوبر 1939. وتورطت مع شابة وتعرف باقي القصة. تركت السفينة بدوني، وغادرت الفتاة أيضًا."
واجه كاميرون صعوبات كشخص أسود في محاولة العثور على عمل؛ حيث تم توظيفه على مضض كغاسل أطباق في فندق واضطر لقبول أي عمل مؤقت جاء في طريقه. في عام 1941، أعطى صديقه هاري كروسمن كاميرون تذكرة لرؤية إعادة عرض تشو تشين تشاو في Palace Theatre. كان كروسمن وخمسة ممثلين سود آخرين لديهم أدوار صغيرة في إنتاج West End. كاميرون، الذي كان يعمل في مطبخ ستراند كورنر هاوس في ذلك الوقت، قد سئم من الوظائف الدنيا وطلب من كروسمن إذا كان يمكنه أن يدخله إلى العرض. أخبره كروسمن أن جميع الأدوار قد تم توزيعها، ولكن بعد أسبوعين أو ثلاثة، عندما لم يظهر أحد الممثلين، رتب كروسمن لقاء مع المخرج روبرت أتكينز، الذي أسند لكاميرون الدور فوراً.
وفقًا لكاميرون، كان لديه وقت أسهل من الممثلين السود الآخرين لأن لهجته البرمودية كانت تبدو أمريكية للأذن البريطانية (برمودا، الأقرب إلى كارولاينا الشمالية، استوطنت كامتداد لفرجينيا واحتفظت بروابط قوية مع فيرجينيا والكارولاينات للقرنين الأولين من الاستيطان، على الرغم من أنها ظلت بريطانية عندما انفصلت هي وعشر مستعمرات قارية أخرى لتشكيل الولايات المتحدة الأمريكية). في العام التالي، حصل على دور ناطق في دور جوزيف، السائق في المسرحية الأمريكية الغابة المتحجرة لـ روبرت شيرود. التقى بزميله البرمودي إرنست تريمنجهام الذي لا يزال يعمل في ويست إند.
في عام 1945 و1946، تولى كاميرون دور أحد الدوقات في الثلاثي الغنائي الدوقة ودوقان، الذي جال مع رابطة الخدمة الوطنية للترفيه (ENSA) لعرض فنونه أمام أفراد القوات المسلحة البريطانية في الهند عام 1945، وهولندا عام 1946. في عام 1946، عاد كاميرون إلى برمودا لمدة خمسة أشهر ولكنه عاد للعمل كممثل في المملكة المتحدة. حصل على وظيفة في مسرح لندن كبديل في مسرحية Deep Are the Roots. كتبت بواسطة أرنو دو أويسو وجيمس جو، وقد عُرضت هذه المسرحية في مسرح ويندهامز في لندن لمدة ستة أشهر (وشارك فيها غوردون جوستين) ثم انطلقت في جولة. وخلال هذه الجولة، التقى كاميرون لأول مرة وعمل بجانب باتريك ماكجوهان خلال إنتاج تلك المسرحية في كوفنتري. في عام 2012، شارك كاميرون بجانب ممثلين محليين في برمودا في قراءة لمسرحية Deep Are the Roots، التي وصفها برمودا صن بأنها مسرحية "عزيزة على قلب إيرل، لأنها لم تمنحه فقط فرصته الأولى في ويست إند كأول ممثل أسود في بريطانيا، بل التقى أيضًا بزوجته الأولى عندما سافر في جولة مع الإنتاج."
كان يعمل كمتدرب في Deep are the Roots مع المتدربة زميلته آيدا شيبلي، وهي مغنية. ولأن كاميرون كان يواجه مشاكل في النطق، قدمته إلى مدربة الصوت أماندا إيرا ألدريدج، ابنة إيرا ألدرايدج، الممثل الأمريكي الأسود في القرن التاسع عشر الذي اشتهر بأدواره في أعمال شكسبير.

## مسيرة سينمائية
كانت دور كاميرون اللافتة في التمثيل في حوض لندن، وهو فيلم عام 1951 من إخراج بازيل ديردين، تدور أحداثه في لندن ما بعد الحرب ويتناول التحيز العنصري والرومانسية — حيث يلعب كاميرون دور بحار تاجر يقع في حب شابة بيضاء، تؤدي دورها سوزان شو — وسرقة ألماس. حاز على إعجاب النقاد لدوره في الفيلم، الذي يُعتبر "أول دور رئيسي لممثل أسود في فيلم بريطاني سائد".
كان الدور السينمائي الرئيسي التالي لكاميرون في فيلم Simba عام 1955. في هذا الدراما حول انتفاضة ماو ماو في كينيا، لعب كاميرون دور بيتر كارنجا، وهو طبيب يحاول التوفيق بين إعجابه بالحضارة الغربية وتراثه الكيكويو. في نفس العام، لعب كاميرون دور الجنرال الماو ماو جيروجي في فيلم Safari.
قال في مقابلة مع الغارديان في عام 2017: "لم أرَ نفسي قط كمبتكر. فقط لاحقًا، عندما نظرت إلى الوراء، خطر لي أنني كنت كذلك." كما وجد أن العمل كان صعبًا في المجيء: "ما لم يُحدد أن هذا دور لممثل أسود، لن يفكروا أبدًا في اختيار ممثل أسود للدور. ولن يفكروا أبدًا في تغيير دور أبيض إلى دور أسود. لذا كانت هذه مشكلتي. حصلت في الغالب على أدوار صغيرة، وكان هذا محبطًا للغاية - ليس فقط بالنسبة لي ولكن للممثلين السود الآخرين. لقد واجهنا وقتًا صعبًا للغاية في الحصول على أدوار ذات قيمة."
منذ الخمسينيات، حصل كاميرون على أدوار رئيسية في العديد من الأفلام، بما في ذلك: القلب في الداخل (1957)، حيث مثل شخصية فيكتور كونواي في فيلم جريمة تجري أحداثه مرة أخرى في أرصفة لندن؛ وسفير (1959) حيث لعب دور الدكتور روبنز، شقيق فتاة مقتولة؛ والرسالة (1976) – قصة النبي محمد، حيث لعب دور ملك الحبشة.
تشمل الظهورات السينمائية الأخرى لكاميرون طرزان العظيم (1960)، حيث لعب دور تيت؛ الشعلة في الشوارع (1961)، حيث لعب دور غابرييل غوميز؛ تحديات طرزان الثلاث (1963)، حيث لعب دور مانغ؛ الأسلحة في باتاسي (1964)، حيث لعب دور الكابتن أبراهام؛ والمعركة تحت الأرض (1967)، حيث لعب دور الرقيب سيث هوكينز؛ ديسمبر الدافئ (1973)، حيث عمل مع سيدني بواتييه وإستر أندرسون، حيث لعب كاميرون دور سفير أفريقي إلى المملكة المتحدة.
تم اعتبار كاميرون لدور كوارل في دكتور نو (1962) بواسطة المخرج ترينس يونغ والمشارك في الإنتاج ألبرت آر. بروكولي، الذي عرفه من عمله مع وارويك فيلمز؛ ومع ذلك، لم يعتقد المنتج هاري سالتزمان أنه يناسب الدور واختار جون كيتزميلر. وقد طلبوا من كاميرون العودة إلى سلسلة جيمس بوند لفيلم كرة الرعد (1965)، حيث لعب دور مساعد بوند في الباهاما بيدر. كما مثّل كاميرون إلى جانب بطل كرة الرعد شون كونري في فيلم كوبا (1979)، حيث لعب دور الكولونيل ليفيا.
ظهور كاميرون السينمائي اللاحق يشمل دورًا رئيسيًا في فيلم سيدني بولاك The Interpreter (2005) كديكتاتور إدموند زواني الذي يعتبر نسخة خيالية من روبرت موغابي (الذي كان آنذاك زعيم زيمبابوي). وقد أشيد بأداء كاميرون. كتبت بالتيمور صن: "إيرل كاميرون رائع كمحتال ديكتاتوري متملّق..."، ووصفته رولينغ ستون بأنه "دقيق وموحش". وأشار فيليب فرينش في ذا أوبزرفر إلى "ذلك الممثل الكاريبي الرائع إيرل كاميرون". وظهر في لقطة سريعة كفنان لوحات في فيلم 2006 The Queen (إخراج ستيفن فريرز)، بجانب هيلين ميرين. في عام 2010 ظهر كـ"رجل أصلع مسن" في الفيلم استهلال (فيلم). وفي عام 2013، ظهر كجد في الفيلم القصير Up on the Roof.

## مسيرته التلفزيونية
كانت لدى كاميرون أدوار في مجموعة واسعة من البرامج التلفزيونية، لكن أحد أدواره الرئيسية المبكرة كان دور بطولة في دراما تلفزيونية لقناة 
- عام 1960 بعنوان الرجل الداكن، حيث لعب دور سائق تاكسي من جزر الهند الغربية في المملكة المتحدة. استعرض العرض ردود الفعل والتحيزات التي واجهها في عمله. في عام 1956 كان له دور أصغر في دراما أخرى لقناة  [{{{2}}} (بي بي سي)] عام 1960 بعنوان الرجل الداكن، حيث لعب دور سائق تاكسي من جزر الهند الغربية في المملكة المتحدة. استعرض العرض ردود الفعل والتحيزات التي واجهها في عمله. في عام 1956 كان له دور أصغر في دراما أخرى لقناة
- تستكشف العنصرية في مكان العمل، رجل من الشمس، حيث ظهر كزعيم مجتمعي اسمه جوزيف برينت، وشملت المشاركة في العمل أيضًا إيرول جون، ساي غرانت، كولن دوغلاس وناديا كاتوس.[38] [{{{2}}} (بي بي سي)] تستكشف العنصرية في مكان العمل، رجل من الشمس، حيث ظهر كزعيم مجتمعي اسمه جوزيف برينت، وشملت المشاركة في العمل أيضًا إيرول جون، ساي غرانت، كولن دوغلاس وناديا كاتوس.[38]

كمرون ظهر في مجموعة من البرامج التلفزيونية الشهيرة بما في ذلك مسلسل رجل الخطر (العميل السري في الولايات المتحدة) إلى جانب نجم المسلسل باتريك ماكجوهان. عمل كمرون مع مكجوهان مرة أخرى عندما ظهر في المسلسل التلفزيوني السجين كالمشرف الهايتي في الحلقة "الرجل ذو الشخصية المزدوجة" (1967).
عمله التلفزيوني الآخر يشمل إيميرجنسي – وارد 10، ذا زو غانغ، كراون كورت (قصتين مختلفتين في عام 1973، واحدة كـ أنطوان مبولا من القسم القانوني للبعثة الدبلوماسية للزائير في الحلقة الثالثة من القصة المكونة من ثلاث أجزاء وايز تشايلد )، جاكانوري (سلسلة أطفال بي بي سي والتي قرأ فيها خمس من قصص بريير رابيت في عام 1971)، ديكسون أوف دوك غرين، دكتور هو – ذا تينث بلانت (بحسب التقارير، أصبح أول ممثل أسود يؤدي دور رائد فضاء على التلفزيون، كما أصبح فقط الممثل السابع من السلسلة الذي يصل إلى سن 100 سنة)، واكينغ ذا ديد، كافاناه كيو سي، بيبي فاذر، إيست إندرز (دور صغير كـ السيد لامبرت)، دالزيل أند باسكو، ولافجوي. في عام 1996 ظهر على BBC2 كـ الأبّوت في نيفروير، سلسلة فنتازيا حضرية تلفزيونية من تأليف نيل غيمان.
ظهر أيضا في العديد من الدراما التلفزيونية لمرة واحدة، بما في ذلك: تيليفيجن بلايهاوس (1957)؛ عالم داخل بي بي سي (1962)؛ آي تي في بلاي أوف ذا ويك (قصتان – القاتل اللطيف (1962) وأستطيع المشي أينما أريد ألا أستطيع؟ (1964)؛ الرياح ضد تعدد الزوجات (1968) لبي بي سي؛ الخوف من الغرباء (آي تي في 1964)، حيث مثل دور رامزي، عازف ساكسوفون أسود ومجرم صغير يتم احتجازه من قبل الشرطة بسبب الاشتباه في القتل ويتعرض أيضًا للإساءة العنصرية من قبل مفتش رئيسي دايك (لعب دوره ستانلي بيكر); مهرجان: البغي المحترمة (1964)؛ آي تي في بلاي أوف ذا ويك – وفاة بيسي سميث (1965)؛ ثياتر 625: الوزير (1965)؛ الكبير كاندينسكي (1994)؛ وحلقتان من ثلاثون دقيقة من المسرح (أي شيء تقوله في 1969 ونمل الجندي في 1971).

## أعمال الراديو
في عام 2017، بعد شهر من عيد ميلاده المائة، تم اختيار كاميرون في بي بي سي راديو 4 لتأدية دور في اقتباس لرواية نيل غيمان فتيان أنانسي، بطولة ليني هنري.

## الحياة الشخصية
منذ عام 1963, مارس كامرون البهائية, واعتنق الديانة لأول مرة في المؤتمر البهائي العالمي, الذي أقيم في قاعة ألبرت الملكية بلندن.
في منتصف إلى أواخر السبعينيات، توقف كاميرون عن التمثيل لفترة من الزمن. هو وعائلته انتقلوا إلى جزر سليمان، حيث سعى إلى تكريس نفسه بشكل أكثر للديانة البهائية. خلال هذا الوقت، أدار عملًا لبيع الآيس كريم في هونيارا. بعد وفاة زوجته أودري في عام 1994، عاد كاميرون إلى المملكة المتحدة واستأنف مسيرته التمثيلية.
المجتمع البهائي أقام حفل استقبال في لندن في عام 2007 للاحتفاء بعيد ميلاده التسعين. عاش في كينلوورث، وركشير، إنجلترا. بقي بعده زوجته الثانية، باربارا باور. زوجته الأولى، أودري جودوفسكي، التي تزوجها في عام 1959، توفيت في عام 1994. كان لديه ستة أطفال، خمسة من زواجه الأول.

## التكريمات
تم تعيين كاميرون قائداً وسام الإمبراطورية البريطانية (CBE) في تكريمات العام الجديد 2009.
المسرح إيرل كاميرون في هاميلتون (جزر برمودا)، تمت تسميته تكريماً له في حفل حضره هناك في ديسمبر 2012.
منحت جامعة ووريك كاميرون درجة الدكتوراه الفخرية في يناير 2013.
في عام 2015، قدم معهد الفيلم البريطاني (بي إف آي) عرضًا خاصًا وعرضًا لتكريم أعمال كاميرون.
في سبتمبر 2016، أصبح أول مُدرَج في "قاعة الشهرة" لمؤسسة سكريين نايشن في مركز بي إف آي ساوث بانك، حيث قامت سميرة أحمد بمقابلته.
في عام 2017، تم الاحتفال بعيد ميلاد كاميرون المائة في برمودا في حدث حضره أُقيم في المسرح الذي سُمي الآن تكريماً له.
في عام 2019، تم تأسيس جائزة إيرل كاميرون - لـ "محترف برمودي أظهر شغفًا استثنائيًا وموهبة في مجال المسرح أو التصوير السينمائي أو إنتاج الأفلام أو الفيديو" - تكريمًا له من قبل مجلس الفنون البرمودي.

## الوفاة والإرث
كاميرون توفي في منزله في كينيلورث، وركشير، إنجلترا، في 3 يوليو 2020 عن عمر يناهز 102 عامًا، محاطًا بزوجته وأسرته.
أولاده قالوا في بيان: "لقد تأثرت عائلتنا بالفيضانات من الحب والاحترام التي تلقيناها عند سماع نبأ وفاة والدنا... كفنان وكممثل رفض أن يأخذ أدوارًا تحط من قدر أو تصور صورة نمطية لشخصيات الأشخاص الملونين. لقد كان حقًا رجلًا يلتزم بمبادئه الأخلاقية وكان مصدر إلهام."
قال رئيس وزراء برمودا إدوارد ديفيد بيرت في تكريم كاميرون، واصفًا إياه بأنه "ممثل أيقوني" و"ابن برمودا الفخور الذي أضاف حضوره الثابت والراقي إلى المسرح والشاشة على مر العقود. تنضم إليّ برمودا كلها في الاحتفال بحياته الطويلة والرائعة". في الأيام التالية عُرضت أفلام كاميرون على تلفزيون الحكومة CITV.
في المملكة المتحدة، على إكس (منصة تواصل)، وصف ديفيد هاروود كاميرون بأنه "أسطورة حقيقية" وكتب باترسون جوزيف: "أكتافه الريادية لجيله هي ما يعتمد عليه جيلي من الممثلين. لم تكن هناك أكتاف أوسع من هذا الرجل بصوت الإله وقلب الأمير الكريم." كتب المؤرخ ديفيد أولوسوغا: "رجل رائع ومذهل. ليس فقط ممثلًا بارعًا بل حلقة وصل إلى تاريخ أعمق."
في عام 2021، قام بيرت سيزار ببرمجة موسم من الأفلام والحوارات في بي إف آي إحياءً لذكرى حياة ومسيرة إيرل كاميرون.

## فيلموغرافيا
| السنة | العنوان                                   | الدور                     | ملاحظات                  |
| ----- | ----------------------------------------- | ------------------------- | ------------------------ |
| 1951  | Pool of London                            | جوني لامبرت               | [ 30 ]                   |
| 1951  | There Is Another Sun (or Wall of Death)   | جينجر جونز                | [ 68 ]                   |
| 1952  | Emergency Call (or The Hundred Hour Hunt) | جورج روبنسون              | [ 68 ]                   |
| 1953  | The Heart of the Matter                   | علي                       |                          |
| 1955  | Simba                                     | كارانجا                   | [ 30 ]                   |
| 1955  | La grande speranza                        | جوني براون، أسير حرب      |                          |
| 1955  | The Woman for Joe                         | ليمي                      | [ 69 ] [ 70 ]            |
| 1955  | Dollars for Sale                          | إيرل روتترز               |                          |
| 1956  | Safari                                    | جيروجي (نجوروغي)          | [ 68 ]                   |
| 1956  | Odongo                                    | حسن                       | [ 69 ]                   |
| 1957  | The Heart Within                          | فيكتور كونواي             | [ 68 ]                   |
| 1957  | The Mark of the Hawk                      | المدعي العام              | [ 69 ]                   |
| 1959  | Sapphire                                  | د. روبنز                  | [ 30 ]                   |
| 1959  | Killers of Kilimanjaro                    | طبيب السحرة               | [ 69 ]                   |
| 1960  | Tarzan the Magnificent                    | تيت                       | [ 30 ]                   |
| 1960  | No Kidding (or Beware of Children)        | الأب الأسود               | [ 69 ]                   |
| 1961  | Flame in the Streets                      | غابرييل غوميز             | [ 69 ]                   |
| 1962  | Term of Trial                             | شارد                      |                          |
| 1963  | Tarzan's Three Challenges                 | مانغ                      | [ 69 ]                   |
| 1964  | Guns at Batasi                            | الكابتن إبراهام           | [ 30 ]                   |
| 1965  | Thunderball                               | بيندر                     | [ 30 ]                   |
| 1966  | دكتور هو                                  | جلن ويليامز               | المسلسل The Tenth Planet |
| 1966  | The Sandwich Man                          | موصل الحافلة              | [ 68 ]                   |
| 1967  | Battle Beneath the Earth                  | الرقيب سيث هوكينز         | [ 69 ]                   |
| 1968  | Two a Penny                               | ناظر الكنيسة              | [ 69 ]                   |
| 1969  | Two Gentlemen Sharing                     | تشارلز ماريوت، زوج أم جين | [ 69 ]                   |
| 1971  | The Revolutionary                         | متحدث                     |                          |
| 1973  | Scorpio                                   | موظف أسود في المرحاض      |                          |
| 1973  | A Warm December                           | السفير جورج أوسواندو      | [ 30 ]                   |
| 1977  | Mohammad، Messenger of God                | النجاشي                   | [ 69 ]                   |
| 1979  | Cuba                                      | العقيد روسيل ليفا         | [ 30 ]                   |
| 1996  | Neverwhere                                | الأبوت                    |                          |
| 1998  | Déjà Vu                                   | طبيب                      |                          |
| 1998  | Hiekkamorsian (or Sand Bride)             | روي (صوت)                 |                          |
| 2001  | Revelation                                | الكاردينال تشيسامبا       | [ 36 ] [ 71 ]            |
| 2005  | The Interpreter                           | إدموند زواني              | [ 30 ]                   |
| 2006  | The Queen                                 | رسام البورتريه            | [ 30 ]                   |
| 2010  | استهلال (فيلم)                            | رجل أصلع كبير السن        | [ 30 ]                   |
| 2013  | Up on the Roof                            | الجد                      | [ 72 ]                   |

## روابط خارجية
- إيرل كاميرون على موقع IMDb (الإنجليزية)
- إيرل كاميرون على موقع روتن توميتوز (الإنجليزية)
- إيرل كاميرون على موقع ألو سيني (الفرنسية)
- إيرل كاميرون على موقع ميوزك برينز (الإنجليزية)
- إيرل كاميرون على موقع أول موفي (الإنجليزية)
- إيرل كاميرون على موقع قاعدة بيانات الأفلام السويدية (السويدية)
- إيرل كاميرون على موقع قاعدة بيانات الفيلم (الإنجليزية)
- إيرل كاميرون على موقع كينوبويسك (الروسية)
- مقابلة بودكاست مع إيرل كاميرون حول حياته بمناسبة تلقيه شهادته الفخرية من جامعة وارويك في 23 يناير 2013.
- "ملف شخصي: الممثل المخضرم إيرل كاميرون يجلب إحساساً بالمواطنة العالمية لدور الأمم المتحدة"، One Country، أبريل–يونيو 2005، المجلد 17، العدد 1.
- إيرل كاميرون في قاعدة بيانات الأفلام على الإنترنت
- فيلموغرافيا تفصيلية في معهد الفيلم البريطاني.
- "إيرل كاميرون" (سيرة ذاتية، فيلموغرافيا، معرض صور، فيديوهات)، Bernews.
- غراهام يونغ، "حملة لتمويل فيلم وثائقي عن أول ممثل فيلم أسود في المملكة المتحدة إيرل كاميرون"، Birmingham Post، 3 أكتوبر 2010.
- "إيرل كاميرون"، Obits، Aveleyman
- "إيرل كاميرون سيلقي محاضرة في برمودا"، Bernews، 24 مارس 2012. (يشمل مقاطع فيديو.)
- إيرا فيليب، "تكريم رائد الأفلام لدينا، إيرل كاميرون"، The Royal Gazette (برمودا)، 11 مايو 2014.
- "الممثل إيرل كاميرون يحتفل بعيد ميلاده الـ100"، Bernews، 8 أغسطس 2017.
- "إيرل كاميرون يحتفل بعيد ميلاده الـ102"، Bernews، 8 أغسطس 2019.
- "إيرل كاميرون: وفاة الممثل البريطاني السينمائي والتلفزيوني عن عمر يناهز 102"، BBC News، 4 يوليو 2020.
- ستيفن بورن، "ممثل ورجل نبيل: إيرل كاميرون (1917–2020)"، Features، BFI، 7 يوليو 2020.